# 中心つき三角数
中心つき三角数（ちゅうしんつきさんかくすう、英: Centered triangular number）とは中心つき多角数の一種で、三角形の形に点を下図のように並べたとき、図に含まれる点の総数にあたる自然数である。具体的には
1, 4, 10, 19, 31, 46, 64, 85, 109, 136, 166, 199, 235, 274, 316, 361, 409, 460, 514, 571, 631, 694, 760, 829, 901, 976, … オンライン整数列大辞典の数列 A005448.
である。この中心つき三角数の n 番目の数は次の形で表せる。
{\displaystyle C_{3,n}={\dfrac {3n^{2}+3n+2}{2}}}
以下に中心つき三角数の具体的な図の例を示す。赤の点がその前のステップでできた点で、青の点が今回のステップでできた点である。
- 10 以上の中心つき三角数は3つの連続三角数の和で表すことが可能である。(例.19 = 3 + 6 + 10) また、中心つき三角数は3で割ったとき余りが 1 となる。そしてその商は三角数である。

- n ≧ 3 において n までの中心つき三角数の合計は n × n の魔方陣の1列の和に等しい。

- 上の例のうち、1, 19, 631は、中心つき六角数でもある。

## 中心つき三角素数
中心つき三角素数(ちゅうしんつきさんかくそすう、英: Centered triangular prime) とは中心つき三角数の数列において素数となる数である。具体的には
19, 31, 109, 199, 409, … オンライン整数列大辞典の数列 A125602.
(対応する n の値は 3, 4, 8, 11, 16, ...)

## References
- Lancelot Hogben: Mathematics for the Million.(1936), republished by W. W. Norton & Company (September 1993), ISBN 978-0-393-31071-9
- Weisstein, Eric W. "Centered Triangular Number". mathworld.wolfram.com (英語).